# (479) Caprera
(479) Caprera – planetoida z grupy pasa głównego asteroid okrążająca Słońce w ciągu 4 lat i 179 dni w średniej odległości 2,72 j.a. Została odkryta 12 listopada 1901 roku w Landessternwarte Heidelberg-Königstuhl w Heidelbergu przez Luigi Carnerę. Nazwa planetoidy pochodzi od niewielkiej wyspy Caprera należącej do archipelagu Maddalena u północnych wybrzeży Sardynii. Przed nadaniem nazwy planetoida nosiła oznaczenie tymczasowe (479) 1901 HJ.